# Pandémie de Covid-19 à Monaco
- Cas confirmés

La pandémie de Covid-19 à Monaco concerne l'évolution à Monaco de la Covid-19, une maladie virale apparue fin 2019 en Chine continentale et dont le premier cas sur le territoire monégasque est détecté le 28 février 2020.
Face à l'augmentation du nombre de sujets contaminés, les autorités prennent des mesures visant à freiner la propagation du virus dans la principauté et à soutenir la population et les acteurs économiques.

## Contexte
Le 12 janvier 2020, l'Organisation mondiale de la santé (OMS) confirme qu'un nouveau coronavirus, le SARS-CoV-2, est à l'origine d'une maladie respiratoire chez un groupe de personnes de la ville de Wuhan, dans la province du Hubei, en Chine, qui avait déjà attiré l'attention de l'OMS en décembre 2019,.
Par rapport au syndrome respiratoire aigu sévère (SRAS) de 2003, le taux de létalité de la Covid-19 est beaucoup plus faible, mais la transmission est significativement plus élevée, avec un nombre total de décès important.

## Premier cas et mesures sanitaires
Le premier cas de contamination à Monaco est confirmé le 28 février 2020. Il s'agit d'un résident de la principauté âgé de 28 ans, de nationalité britannique, qui venait de séjourner en Lombardie, foyer de la pandémie en Italie. Placé à l'isolement au centre hospitalier Princesse-Grace, il est ensuite transféré vers le service d'infectiologie du centre hospitalier universitaire de Nice, conformément aux dispositions convenues entre Monaco et la France.
Le gouvernement décide la fermeture à partir du 15 mars des « lieux recevant du public, non essentiels à la vie du pays ». Les activités culturelles sont elles aussi stoppées. Dans une allocution le 17 mars, le prince Albert II annonce le renforcement du confinement en vigueur depuis la veille. Celui-ci est jugé moins restrictif que dans les pays voisins.
Les chantiers publics sont suspendus, de même que les travaux de voirie et d'espace public. Toutefois, le chantier de l'extension en mer de l'Anse du Portier se poursuit avec un nombre réduit d'ouvriers (une quarantaine contre 300 habituellement), ce qui suscite la polémique et l'incompréhension sur les réseaux sociaux.
Alors que 25 navires, soit 15 à 20 000 passagers, étaient attendus dans le port de Monaco entre la mi-mars et la fin avril, les escales de croisière sont interdites.
Réuni en séance extraordinaire le 19 mars, le Conseil national adopte à l'unanimité une résolution pour soutenir la lutte contre la pandémie et accompagner la population et obtient du prince Albert II la création d'un comité mixte de suivi de la Covid-19. Sur le plan économique, le gouvernement annonce le report des cotisations sociales et du paiement de la TVA pour les entreprises, l'extension du recours au chômage partiel ou total temporaire et la suspension des loyers pendant trois mois pour les commerces domaniaux.
Comme dans certaines communes des Alpes-Maritimes, un couvre-feu entre 22 heures et 5 heures est instauré le 22 mars et la désinfection des espaces publics est commencée le lendemain,. Une cellule de soutien psychologique et une cellule d'écoute anonyme sont mises en place par le gouvernement.
Face à l'augmentation du nombre de cas confirmés, le gouvernement décide, le 10 avril 2020, la prolongation du confinement jusqu'au 3 mai,.

## Évolution

### Propagation du virus puis stagnation (mars –juin 2020)

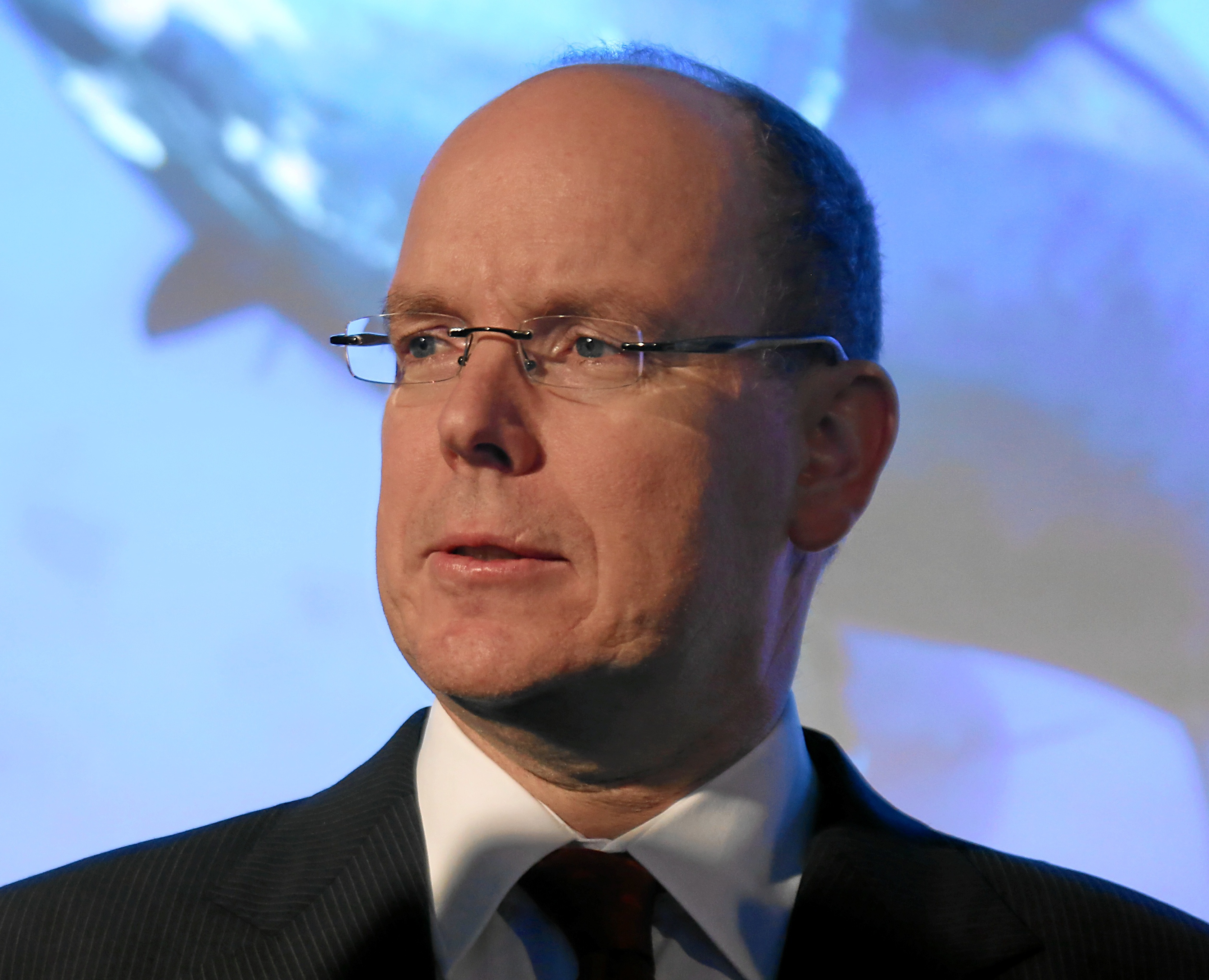
Le prince Albert II (prince de Monaco) est le premier chef d'État atteint de Covid-19.

À partir du 12 mars 2020, date à laquelle un deuxième cas de Covid-19 est recensé à Monaco, le nombre de nouveaux cas déclarés augmente de manière quasi quotidienne (voir infra). Toutefois, les personnes dépistées ne sont pas uniquement des habitants de la principauté.
Le ministre d'État Serge Telle est testé positif au virus le 16 mars, de même que le prince Albert II, trois jours plus tard. Ce dernier, premier chef d'État atteint de Covid-19, est déclaré guéri le 31 mars. Serge Telle l'est le 3 avril suivant.
Le 24 mars 2020, le quotidien Monaco-Matin indique qu'avec 23 cas confirmés de Covid-19 sur 40 000 habitants environ, Monaco est trois fois plus touché par la pandémie que le département des Alpes-Maritimes dans lequel il est enclavé (0,06 % contre 0,02 % de la population).
Un premier décès est enregistré le 28 mars 2020, puis un deuxième le 4 avril ; il s'agit dans les deux cas d'octogénaires non résidents,.
La barre des 60 personnes contaminées est atteinte le 2 avril et celle des 70 franchie trois jours plus tard. Au 6 avril, les chiffres sont de 77 cas testés positifs, dont 12 hospitalisations et quatre personnes guéries, parmi lesquelles le premier cas identifié, premier guéri le 20 mars.
Pour la première fois depuis le 21 mars, aucun nouveau cas positif n'est révélé les 13 et 14 avril à Monaco. Le 15 avril, alors que pour le troisième jour consécutif aucun nouveau cas de Covid-19 n'est recensé, la principauté enregistre le premier décès d'un résident, avec un homme âgé de 72 ans. À partir de cette date, les bilans sanitaires démontrent un net recul de la Covid-19 sur le territoire monégasque alors que le nombre de cas soignés augmente sensiblement.
Le 17 avril, un nouveau sujet est testé positif. Monaco atteint le même jour la barre des 20 guérisons. Le 23 avril, deux personnes restent hospitalisées et un quatrième décès est annoncé par le gouvernement,. Un 95e cas est révélé le 27 avril. Au 2 mai, 78 patients sont déclarés guéris. Après onze jours consécutifs sans cas positif à la Covid-19, un nouveau cas de contamination est annoncé le 9 mai, après la première phase de déconfinement. Trois autres cas sont ensuite recensés entre le 18 et le 30 mai,,.

### Recrudescence du nombre de cas (juin –octobre 2020)
Le bilan connaît une brusque hausse en juin 2020 avec quatre nouvelles personnes infectées en moins d'une semaine, la principauté franchissant de fait la barre des 100 cas,. Le 2 juillet, un élève de sixième du collège Charles-III est testé positif au coronavirus. Il a été contaminé par un membre de son foyer familial, qui revenait d'un déplacement extra-européen, obligeant les enseignants et les camarades de classe de l'élève à subir un dépistage. Un troisième cas de contamination est révélé le même jour au sein du foyer. Le seuil des 130 cas est atteint le 7 août 2020 et celui des 150 cas l'est le 20 août suivant.
Les 20 et 21 août 2020, le bilan sanitaire de la principauté fait la distinction entre les personnes résidentes et non résidentes ; le dernier réalisé suivant ce mode de comptage fait état de 102 personnes résidentes et 48 non résidentes touchées par le coronavirus, une personne résidente en réanimation et deux autres non résidentes hospitalisées au centre hospitalier Princesse-Grace. À partir du 22 août, le bilan fait uniquement état des personnes résidentes infectées pour « se conformer aux pratiques adoptées par l'Organisation mondiale de la santé et par les autorités françaises ». Il s'élève ainsi ce jour-là à 108 personnes touchées dont 83 guéries.
Peu après, Monaco repasse la barre des 130 cas de contamination révélés. Entre le 31 août et le 6 septembre, dix résidents de la principauté sont testés positifs au coronavirus, et les trois jours suivants, treize nouveaux cas sont détectés ; Nice-Matin estime alors qu'en y ajoutant les non-résidents, le nombre de personnes testées positives sur le territoire monégasque dépasserait « largement les 200 cas ». Au 24 septembre, le bilan sanitaire s'élève à 205 cas de Covid-19, dont 166 soignés. Un cinquième décès (deuxième d'un résident) est enregistré le lendemain sur le territoire de la principauté.

### Pic de la pandémie (octobre 2020–mars 2021)
Le 23 octobre 2020, le gouvernement monégasque annonce quatorze nouveaux cas, le premier pic depuis le début de la pandémie. La veille, le nouveau ministre d'État, Pierre Dartout, annonçait le renforcement des mesures sanitaires dans la principauté. Le bilan sanitaire dépasse les 300 cas le surlendemain. Deux personnalités monégasques sont également touchées : Dominique-Marie David, archevêque de Monaco, et Stéphane Valeri, président du Conseil national.
Vingt-deux nouveaux cas sont recensés le 3 novembre 2020. Le lendemain, Monaco passe la barre des 400 cas avec quinze nouvelles personnes infectées. Le 7 novembre, vingt-neuf nouveaux cas sont révélés. Face à l'augmentation importante du nombre de patients positifs à la Covid-19, le gouvernement annonce l'ouverture d'une unité de 16 lits dédiée aux patients Covid+ atteints de symptômes pneumoniques, pouvant être élargie jusqu'à 30 lits, et l'installation de sept postes de soins critiques, en complément des huit lits de réanimation et quatre lits d'unité de surveillance chirurgicale continue existant au CHPG.
Monaco passe la barre des 500 cas le 10 novembre. Le gouvernement n'envisage cependant pas de nouveau confinement. Le 17 novembre 2020, la principauté enregistre un nouveau décès, troisième d'un résident depuis le début de la pandémie. Monaco atteint le seuil des 600 cas neuf jours plus tard. Alors que le nombre de cas détectés était de nouveau stabilisé, les autorités monégasques annoncent que 15 nouvelles personnes ont été déclarées positives à la Covid-19 le 17 décembre 2020, un résultat qui porte le bilan sanitaire de la principauté à 700 cas cumulés depuis le 28 février 2020. Le lendemain, 15 autres cas sont détectés.
Fin décembre 2020, le ministre d'État annonce que 5 000 doses du vaccin de Pfizer et BioNTech sont en cours d'acheminement depuis la Belgique. La campagne de vaccination commence le 31 décembre 2020, dans les résidences pour personnes âgées. Dans le même temps, compte tenu d'un nouveau sursaut du nombre de contaminations, Monaco limite l'accès de ses restaurants aux seules personnes résidant ou travaillant dans la principauté, alors que ces établissements connaissaient une importante fréquentation de Français frontaliers depuis plusieurs mois,.
Début 2021, avec le nombre inédit de 90 nouvelles contaminations les 6 et 7 janvier, Monaco passe au dessus des 1 000 cas confirmés. Deux nouvelles résidentes meurent des suites de la Covid-19 les 2 et 8 janvier 2021,. Refusant toujours de mettre en place un nouveau confinement, contrairement à beaucoup de pays européens, le gouvernement annonce néanmoins la fermeture des salles de sport et des piscines jusqu'au 27 janvier 2021 et invite les entreprises monégasques à pratiquer « massivement » le télétravail. Le 9 janvier, les routes d'accès à la principauté sont limitées et la gare de Monaco-Monte-Carlo est placée sous surveillance renforcée. Le couvre-feu est avancé à 19 heures à partir du 11 janvier. Ces mesures sont ensuite prolongées jusqu'au 19 février, puis de nouveau jusqu'au 19 mars 2021.

### Dépassement de la barre des2 000 cas(mars 2021)
Le 5 mars 2021, Monaco compte 2 009 cas de Covid-19, dont 1 810 personnes guéries. Les mesures en vigueur depuis le mois de janvier 2021 sont une nouvelle fois prorogées jusqu'au 2 avril. Pour la première fois depuis le 13 décembre 2020, la principauté n'enregistre aucun nouveau cas positif le 21 mars 2021.
À partir du 19 avril 2021, le couvre-feu passe à 21 heures et les restaurants peuvent à nouveau ouvrir le soir. Les bars, quant à eux, restent fermés. Ceux-ci sont autorisés à rouvrir le mois suivant, jusqu'à 19 heures, tandis que le couvre-feu s'établit à 22 heures et que les piscines, les salles de spectacle et le casino, fermés depuis janvier, peuvent de nouveau accueillir du public ; ces mesures font suite à un ralentissement de la circulation du virus dans la principauté,.
Un foyer de contagion, émanant d'une personne contaminée à Paris mais ayant poursuivi son activité professionnelle de retour à Monaco, apparaît en juin 2021 alors qu'aucun nouveau cas n'a été enregistré depuis plusieurs jours, multipliant le taux d'incidence à la Covid-19 par quatre en une semaine,. Didier Gamerdinger, conseiller de gouvernement pour les Affaires sociales et la Santé, indique que des analyses sont lancées pour déterminer s'il s'agit d'un des variants du SARS-CoV-2.
Le couvre-feu est levé le 26 juin 2021 tandis que la présentation d'un passe sanitaire est instaurée pour l'accueil dans les bars et les restaurants, à l'exception des Monégasques et résidents, des salariés ainsi que des habitants du département français des Alpes-Maritimes et de la province italienne d'Imperia,. Fin juillet, à la suite d'une augmentation du nombre de cas (due à la propagation du variant Delta), le port du masque est rendu obligatoire sur l'ensemble du territoire. Le passe sanitaire pour accéder aux établissements monégasques est étendu aux résidents des Alpes-Maritimes et de la province d'Imperia le 24 juillet, puis à toute la population le 23 août,.
Le 23 novembre 2021, alors que certains pays européens connaissent une cinquième vague épidémique, Monaco enregistre 45 nouveaux cas, ce qui est un record depuis le début de la pandémie en mars 2020. Dans le même temps, le taux d'incidence dans la principauté a doublé en une semaine. Le nombre de contaminations continue d'augmenter dans les jours qui suivent, de même que dans les Alpes-Maritimes, mais les hospitalisations restent contenues.
Le 6 mai 2023, l'Organisation mondiale de la santé (OMS) déclare la fin de la Covid-19 en tant qu'urgence de santé publique de portée internationale.

### Statistiques

Nombre de cas à Monaco depuis le début de l'épidémie.
Nombre de morts à Monaco depuis le début de l'épidémie.

### Politique de dépistage
Les tests diagnostiques sont généralisés pour la population et les salariés de Monaco, qu'ils soient ou non symptomatiques. Didier Gamerdinger, conseiller de gouvernement pour les Affaires sociales et la Santé, indique le 16 avril que 30 000 tests sont en cours d'acheminement depuis l'Allemagne et qu'autant ont été commandés en Chine.
À partir du 19 mai, le gouvernement de Monaco lance une campagne de test de dépistage du coronavirus auprès de l'ensemble de la population, et dans un second temps auprès des salariés travaillant dans la principauté, soit 90 000 personnes concernées. Par ordre alphabétique des familles et sur le principe du volontariat, les personnes qui le souhaitent sont testées gratuitement au sein de deux centres de dépistage, aménagés dans le Grimaldi Forum Monaco et l'espace Léo-Ferré de Fontvieille. Une fois les résidents testés, des sessions de dépistage sont organisées pour les salariés en accord avec les entreprises monégasques,.
Au 2 juin, 43 % des résidents ont fait l'objet d'un test. La campagne de dépistage auprès de la population se termine le 13 juin 2020 ; près de 35 000 personnes ont été testées, dont 259 enfants de moins de 5 ans, 2 377 scolaires et 5 838 personnes de plus de 65 ans,.

## Approche concernant le déconfinement
Le 14 avril, le ministre d'État Serge Telle annonce la réouverture des écoles monégasques à partir du 11 mai 2020. Le gouvernement annonce dans la foulée que des masques de protection seront fournis gratuitement à tous les résidents de la principauté. Une partie de ceux-ci est produite à Monaco, une autre acquise en Italie. Enfin, le recours au traçage numérique sur le principe du volontariat est envisagé sur la base des expériences faites à Singapour, en Allemagne et en France.
Le déconfinement progressif de la principauté commence le 4 mai 2020, soit une semaine avant la France, avec la reprise des chantiers et la réouverture des commerces et des administrations en faisant respecter une distanciation physique entre les personnes. Les hélicoptères et bateaux privés sont autorisés à circuler, mais les navires de croisière restent interdits d'escale. Les lieux de culte, restés ouverts pendant le confinement mais sans cérémonies religieuses publiques, adoptent des précautions particulières en vue du retour des fidèles, notamment la communion dans la main lors des messes, l'assèchement des bénitiers et le maintien en position ouverte des portes avec poignées,.

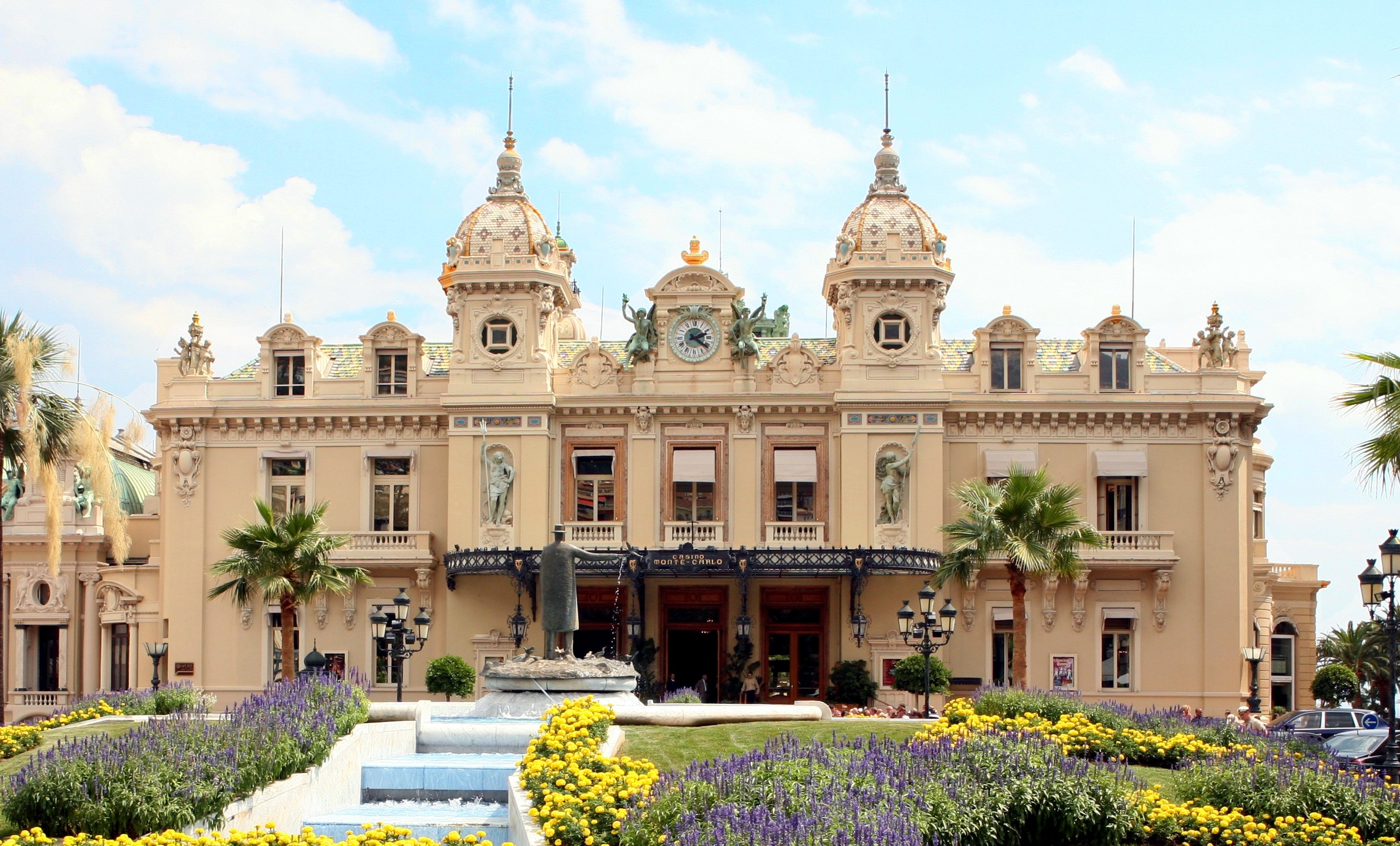
Le casino de Monte-Carlo rouvre le 5 juin 2020, après plus de deux mois de fermeture.

La rentrée scolaire est échelonnée entre le 11 et le 25 mai pour les classes à examen (CP, CM2, sixième, troisième, première et terminale) avec obligation de port du masque dans les établissements.
Les cafés, bars et restaurants sont maintenus fermés dans un premier temps, avant de rouvrir à partir du 2 juin 2020, de même que les musées, salles de jeux et casinos,. Le casino de Monte-Carlo rouvre le 5 juin avec un accès régulé et le respect des gestes barrières. D'autres lieux de divertissement comme les discothèques, les salles de sport et les cinémas ne sont pas autorisés à rouvrir.
Obligatoire depuis le premier jour du déconfinement dans les lieux publics clos, le port du masque est renforcé à partir du 12 août 2020 alors que la principauté, comme les autres pays européens, connaît une forte hausse du nombre de cas de Covid-19 depuis le début de l'été (cinq nouveaux cas positifs révélés pour la seule journée du 11 août). Le masque devient ainsi obligatoire sur la place du Palais, dans les ruelles de Monaco-Ville, sur la place du Casino et sur l'esplanade du centre commercial de Fontvieille.

## Conséquences

### Économie
Monaco-Matin relève une hausse des prix des masques dans la principauté, tant dans les supermarchés (plus de 2 euros l'unité) que dans les pharmacies (entre 5 et 10 euros pour un masque chirurgical et entre 7 et 10 euros pour un masque de protection FFP2). L'État décide alors d'encadrer le prix des masques dans les commerces.
Le prince Albert II décide de diminuer de 40 % les dépenses de fonctionnement du palais princier, pour faire face aux conséquences économiques. Le Conseil national vote le 21 avril un budget rectificatif de l'État en déficit de 477,3 millions d'euros pour un budget primitif prévu de 1,5 milliard d'euros. Ce déficit est principalement dû à une baisse des recettes, liée à la chute de la TVA, et à des dépenses exceptionnelles de 300 millions d'euros pour soutenir l'économie. Le magazine Capital révèle que pour la première fois depuis 2008, Monaco devrait avoir recours au fonds de réserve constitutionnel pour combler ce déficit.
L'économie de Monaco est ainsi fortement touchée par la pandémie, en particulier dans les secteurs de l'hôtellerie et de la restauration qui représentent 366,9 millions d'euros en 2017. Ainsi, la Société des bains de mer de Monaco, premier employeur privé de la principauté et propriétaire de plusieurs hôtels à Monte-Carlo, a perdu 15 millions d'euros de chiffre d'affaires en mars 2020. Face à cette situation, Jean Castellini, conseiller de gouvernement pour les Finances et l'Économie, propose « d'envisager de nouvelles recettes pour l'État dans le domaine de l'économie numérique » et de « favoriser l'économie locale au moment de la reprise ».
En septembre 2020, le gouvernement présente un plan de relance économique établi à 75 millions d'euros et réparti sur quatre axes :
| Axe                  | Vocation | Montant (en euros) |
| -------------------- | --- | ------------------ |
| Fonds vert national  | Accélérer la transition énergétique voulue par S.A.S. le prince souverain                                    | 25 millions        |
| Fonds bleu           | Aider les entreprises monégasques dans leur transformation digitale et créer une économie numérique à Monaco | 20 millions        |
| Fonds blanc          | Soutenir l'activité du bâtiment et de la construction en principauté                                         | 20 millions        |
| Fonds rouge et blanc | Soutenir le commerce local et le pouvoir d'achat en principauté                                              | 10 millions        |

### Sports et culture
Le 19 mars 2020, l'Automobile Club de Monaco annonce l'annulation du Grand Prix automobile de Monaco prévu le 24 mai. Selon l'Institut monégasque de la statistique et des études économiques, l'événement, qui représente 1,5 % du PIB, induit d'habitude près de 100 millions d'euros de retombées économiques.
Le tournoi de tennis de Monte-Carlo, le concert de la Saint-Patrick, le Festival de télévision de Monte-Carlo et le salon Top Marques Monaco sont également annulés,,,, tandis que le Bal de la Rose organisé par la princesse Caroline est reporté une première fois en 2020 puis de nouveau en 2021.
La Journée du patrimoine, prévue le 27 septembre 2020, et la foire d'attractions, qui devait se tenir sur le port Hercule du 16 octobre au 19 novembre, sont annulées. Par ailleurs, le gouvernement décide de réduire la jauge maximale des manifestations à 1 000 personnes (contre 5 000 auparavant) à partir du 25 septembre.
Les éditions 2021 et 2022 du Festival international du cirque de Monte-Carlo sont annulées,.

### Éducation
Le 3 avril 2020, à la suite de la décision du gouvernement français d'organiser le diplôme national du brevet et le baccalauréat en contrôle continu en raison de la pandémie, Patrice Cellario, conseiller de gouvernement pour l'Intérieur, annonce que cette disposition sera également appliquée dans la principauté, dans la mesure où Monaco suit les programmes scolaires français. Le lycée technique et hôtelier de Monte-Carlo enregistre un taux de décrochage de 9 %.
À la rentrée de septembre 2020, les sorties scolaires hors du territoire national sont interdites.
Plusieurs classes sont fermées à titre préventif début 2021, dans différentes écoles monégasques (écoles Stella, de Fontvieille, du Parc et des Carmes), après la contamination de cinq élèves de maternelle,,,,. Deux classes de seconde et de troisième de l'Institution François-d'Assise – Nicolas-Barré sont également fermées en février 2021, après que plusieurs élèves de l'établissement ont été testés positifs à la Covid-19,.
En avril 2021, le gouvernement décide d'avancer de deux semaines les vacances de printemps pour concorder avec l'académie de Nice. Cependant, alors que la France pratique le distanciel durant la semaine précédant ces vacances, les cours sont maintenus en présentiel dans la principauté.

### Tourisme
En juillet 2020, le taux d'occupation des hôtels de la principauté est de 40 % (contre 79 % en 2019). En août, il s'élève à 56,5 % (contre 80 % en 2019), avec des journées à plus de 95 % dans certains établissements. La grande majorité des touristes sont des Français, suivis par des Suisses et des Italiens ; en revanche, les clientèles américaine, russe et asiatique sont quasi absentes, en raison notamment des restrictions de déplacements.
Le musée océanographique de Monaco, qui a dû limiter sa capacité d'accueil à 700 visiteurs contre 1 400 habituellement, connaît un pic à 50 000 visiteurs durant la première quinzaine d'août (contre 60 000 à la même période en 2019). Le tourisme d'affaires souffre quant à lui de nombreuses annulations. Guy Antognelli, directeur du Tourisme et des Congrès, estime toutefois que les résultats de 2020 sont « supérieurs aux prévisions ».
En fin d'année 2020, les réservations d'hôtels par des Français ont augmenté de 12 % par rapport à l'année 2019.

### Presse en ligne
- « Coronavirus : pourquoi Monaco est une bulle où le Covid-19 circule moins », sur France Bleu, 27 octobre 2020.
- « Coronavirus : Monaco vit presque… normalement », sur CNews, 5 novembre 2020.
- « Monaco, eldorado pour les frontaliers en quête d'une escapade déconfinée », sur Libération, 8 novembre 2020.
- « Coronavirus : Monaco, une principauté pas inquiétée », sur France Info, 10 novembre 2020.